# Новгородсько-лівонська війна (1443-1448)
Новгородсько-лівонська війна 1443-1448 — найтриваліший з русько-лівонських збройних конфліктів.

## Причини
Приводом до війни стали полон і вбивство перекладача графа Герхарда фон Клеве Германа Кокена в Ямгороді, у якого тоді існували серйозні тертя з Нарвою, що входила до складу Лівонського ордену. Конфлікти між руськими та лівонськими торговими містами були не рідкістю, хоча влада Новгородської республіки, у володіннях якого перебував Ямгород, зацікавлені у підтримці міжнародного товарообміну, загалом намагалися уникати насильства.
У пошуках правосуддя граф звернувся до лівонського магістра Фінке фон Оверберга і просив його стягнути з Новгорода пеню за заподіяну йому шкоду, а до того заарештувати всіх новгородських купців, що приїхали в Лівонію. Магістр, так само як і влада лівонських міст і ризький архієпископ Шарфенберг, щоб не спровокувати нападу росіян на Лівонію, відмовилися це зробити. Тоді ображений аристократ наказав на початку 1440 року заарештувати товари лівонських купців, які перебували в його володіннях. Магістр змушений був дати обіцянку порушити це питання під час переговорів з новгородцями, але до радикальних заходів все ж таки не вдався. Обережність магістра нескладно зрозуміти, якщо мати на увазі важкий стан ордену, який у 1435 зазнав нищівного розгрому в битві з литовцями на річці Свента і ослабленого затяжною внутрішньою боротьбою «вестфальців» і «рейнців».

## Характерні риси
- Військові дії велися не на псковському кордоні, а поблизу Нарви.
- Торгові інтереси у війні відверто переважали над політичними, що ріднить її з майбутніми «торгівельними війнами».
- Війну супроводжувала складна дипломатична гра, в якій брали участь Прусське герцогство, Польське королівство, Литва, Ганза та Данія.
- У ході війни керівництвом Лівонського ордену в особі магістра Хейденрейха Фінке фон Оверберга (1439-1450) була реанімована і використана як ідеологічна посилка ідея «священної війни» часів хрестових походів.
- Застосування противниками найманців і артилерії надає війні подібність до збройних конфліктів Нового часу.

## Укладання миру
У 1448 під тиском лівонських міст, зацікавлених у відновленні торгівлі з Новгородом, магістр ордена Фінке уклав з новгородцями мирний договір терміном на 5 років, який був продовжений ще на 25 років.